# Paraleyrodes perplexus
Paraleyrodes perplexus là một loài côn trùng cánh nửa trong họ Aleyrodidae, phân họ Aleurodicinae.
Paraleyrodes perplexus được Martin miêu tả khoa học đầu tiên năm 2004.